# Piotr Stanislas
Piotr Stanislas, dit également Stan Piotr, ou encore Piotr Slave, né en 1952, est un acteur pornographique français d'origine polonaise, principalement actif dans les années 1970 et 80. Il a également joué à l'occasion dans des films non pornographiques.

## Biographie
Né en Pologne, Piotr Stanislas s'installe en France dans les années 1970. Il commence sa carrière d'acteur pornographique en 1975 sous la direction des pionniers du genre, comme Gérard Kikoïne, Frédéric Lansac et Francis Leroi. L'un de ses films les plus célèbres dans ce genre est son autofellation dans "Adorable Lola" de Gérard Kikoïne. Il est, en France, le premier « hardeur » à revendiquer sans gêne sa bisexualité dès la fin des années 1970, et à apparaître ensuite aussi bien dans des films hétérosexuels que dans des films gay.
Parallèlement, Piotr Stanislas apparaît à l'occasion dans des films non pornographiques. Il tient notamment l'un des rôles principaux, celui d'un soldat allemand homosexuel, dans Nous étions un seul homme de Philippe Vallois. On le voit au fil des années dans des longs métrages comme Charlie Bravo, Le Retour des bidasses en folie ou Aldo et Junior. En 1979, il apparaît dans le documentaire militant Race d'Ep, réalisé par Guy Hocquenghem et Lionel Soukaz.
Dans les années 1990, il continue d'apparaître dans des films X, comme Les Visiteuses d'Alain Payet (1994), mais il se retire progressivement du porno pour s'occuper de la gestion d'un sex-shop de la rue Saint-Denis à Paris. Il continue cependant de tourner pour le plaisir : en 2004, il tient ainsi un rôle secondaire dans le film gay Ti'touch, réalisé par Titof.

## Filmographie sélective

### Pornographique
- 1980 : Jolies petites garces de Marc Dorcel : Nicolas
- 1980 : Pensionnat de jeunes filles de Gérard Kikoïne : le chauffeur de taxi
- 1981 : Le Dévoyeur de Claude Bernard-Aubert : Marc
- 1981 : Adorable Lola de Gérard Kikoïne : Stanislas
- 1981 : Caligula et Messaline de Bruno Mattei : Caliste
- 1981 : Hôtel bon plaisir de Michel Barny : un client
- 1981 : Jarretelles roses sur bas noirs de Gérard Loubeau et Hans R. Walthard : Boris
- 1982 : Vacances à Ibiza de Gérard Kikoïne
- 1982 : Le Pensionnat des petites salopes de Pierre B. Reinhard : le copain du Père-Noël
- 1983 : Baisers exotiques de Jean Luret : Stanislas
- 1984 : La Femme en spirale de Jean-François Davy : le petit ami de Charlotte
- 1993 : Les Lolos de la garagiste d'Alain Payet :
- 1994 : Les Visiteuses d'Alain Payet : le blond / le magicien au début du film
- 1996 : Chantier interdit au public de John Love : le conducteur de la pelleteuse
- 1999 : Hotdorix d'Alain Payet : Stanix
- 2001 : Axelle de Martin Cognito : Wesson
- 2001 : Virginie de Martin Cognito : Piotr
- 2004 : Ti'Touch, segment Love de Titof : l'actif 2

### Non pornographique
- 1979 : Nous étions un seul homme de Philippe Vallois : Rolf
- 1979 : Race d'Ep (Partie 4) de Lionel Soukaz et Guy Hocquenghem : un SS / l'Américain
- 1980 : Charlie Bravo de Claude Bernard-Aubert : Dulac
- 1981 : Loin de Manhattan de Jean-Claude Biette : le comédien
- 1983 : Archipel des amours, segment Pornoscopie de Jean-Claude Biette : le bisexuel
- 1983 : Le Retour des bidasses en folie de Michel Vocoret
- 1984 : Aldo et Junior de Patrick Schulmann : Bob
- 1984 : L'Arbalète de Sergio Gobbi : un justicier
- 2009 : Mondo Homo de Hervé Joseph Lebrun et Jérôme Marichy (documentaire) : lui-même